# Конотоп (станція)
Коното́п (МФА: [kon̪oˈt̪ɔp] ( прослухати)) — позакласна сортувальна залізнична станція, головна станція Конотопської дирекції Південно-західної залізниці. Розташована в однойменному місті Конотоп Сумської області.

## Історія
24 грудня 1866 року російський імператор Олександр II видав указ про створення залізниці за маршрутом Курськ — Київ завдовжки 438 верст. З цього моменту почалася історія залізничного вокзалу Конотоп та Конотопської ділянки Південно-Західної залізниці.
1868 року першими були побудовані залізничний вокзал міста Конотоп, паровозне депо та залізничні майстерні.
Під час Другої світової війни будівлю залізничного вокзалу було зруйнево, а по її закінченню відновлено за проєктом архітектора Петра Красицького у 1950—1953 роках.
Конотоп — великий залізничний вузол. Персонал Конотопської дирекції Південно-Західної залізниці займається пасажирськими та вантажними перевезеннями за 4 напрямками: київським, харківським, хутір-михайловським, ворожбянським.
У 1967 році станція електрифікована в складі дільниці Ніжин — Конотоп — Зернове. У червні 2010 року електрифікована дільниця Конотоп — Ворожба завдожки 76 — км.
На станції Конотоп діяв прикордонний пункт контролю (до російського вторгнення в Україну).

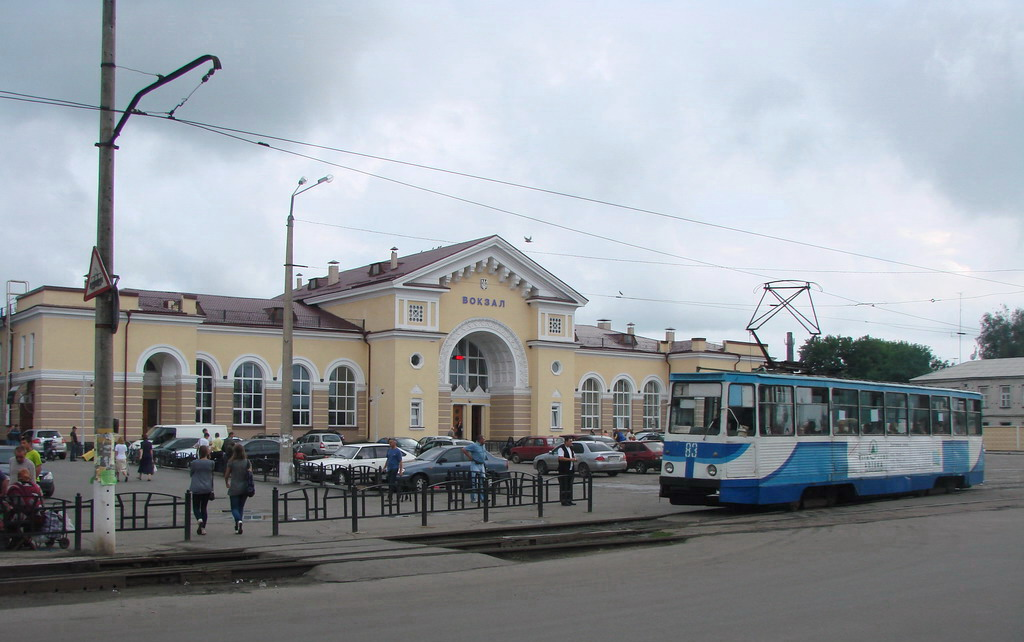
Трамвай КТМ-5М3 (71-605) на зупинці біля вокзалу
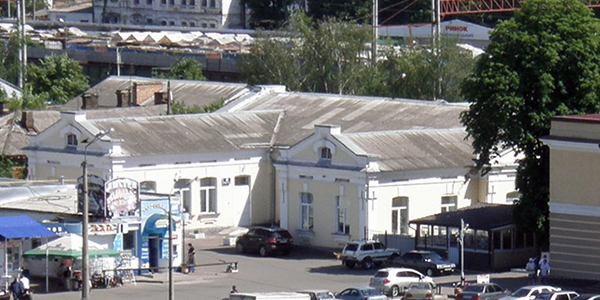
Приміський вокзал
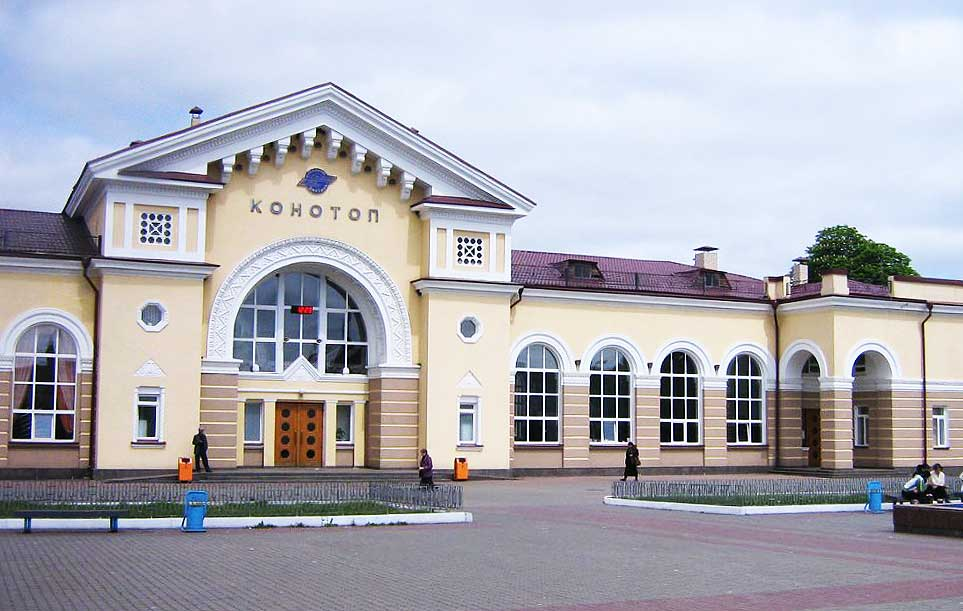
Залізничний вокзал
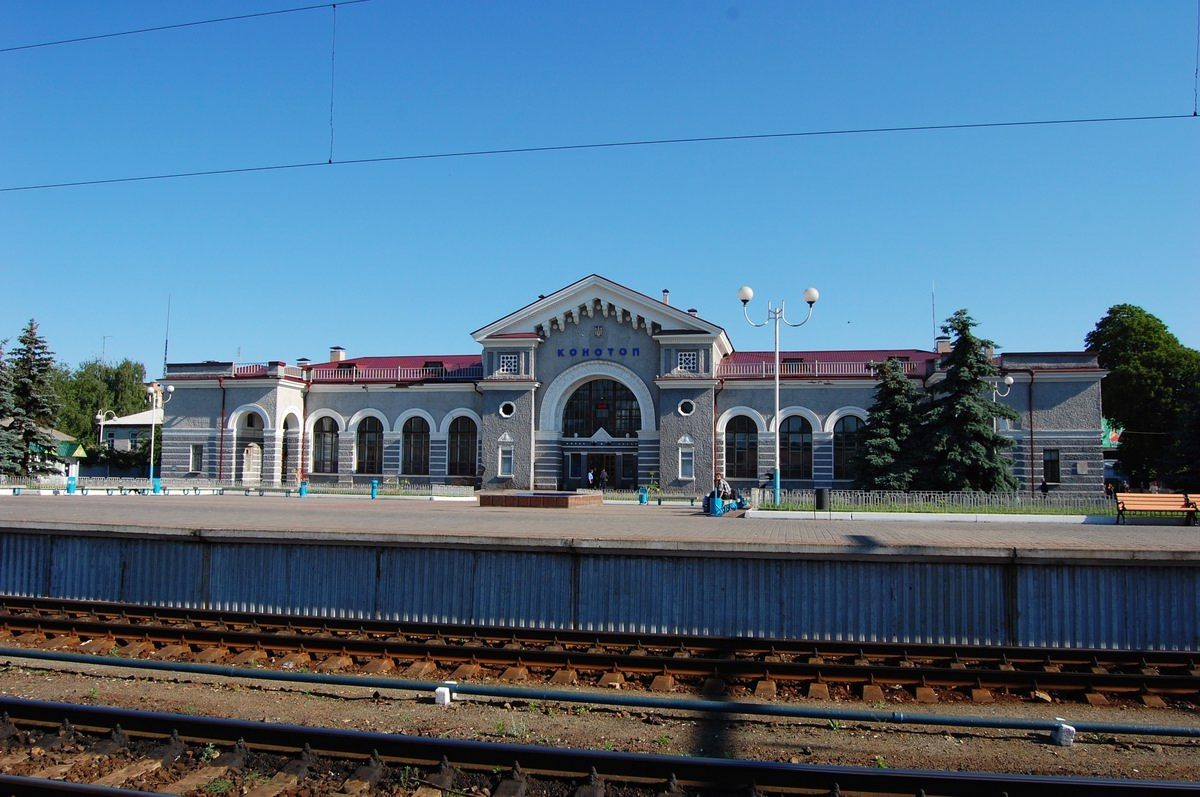
Краєвид з перону

## Пасажирське сполучення
Через станцію Конотоп прямують пасажирські поїзди київського, хутір-михайлівського та сумського напрямків, регіональні та приміські поїзди.
| Основні напрямки руху регіональних та приміських поїздів |
| Регіональні поїзди                                       |
| -------------------------------------------------------- |
| Жмеринка — Київ — Шостка                                 |
| Хутір-Михайлівський — Київ — Жмеринка                    |
| Харків — Жмеринка                                        |
| Конотоп — Фастів I                                       |
| Приміські поїзди                                         |
| Конотоп — Київ                                           |
| Жмеринка — Київ — Шостка                                 |
| Неплюєве — Конотоп                                       |
| Ворожба — Бахмач                                         |
| Ніжин — Конотоп                                          |
| Київ — Ворожба                                           |
| Конотоп — Бахмач                                         |
| Ворожба — Конотоп                                        |
| Фастів I — Конотоп                                       |

## Галерея

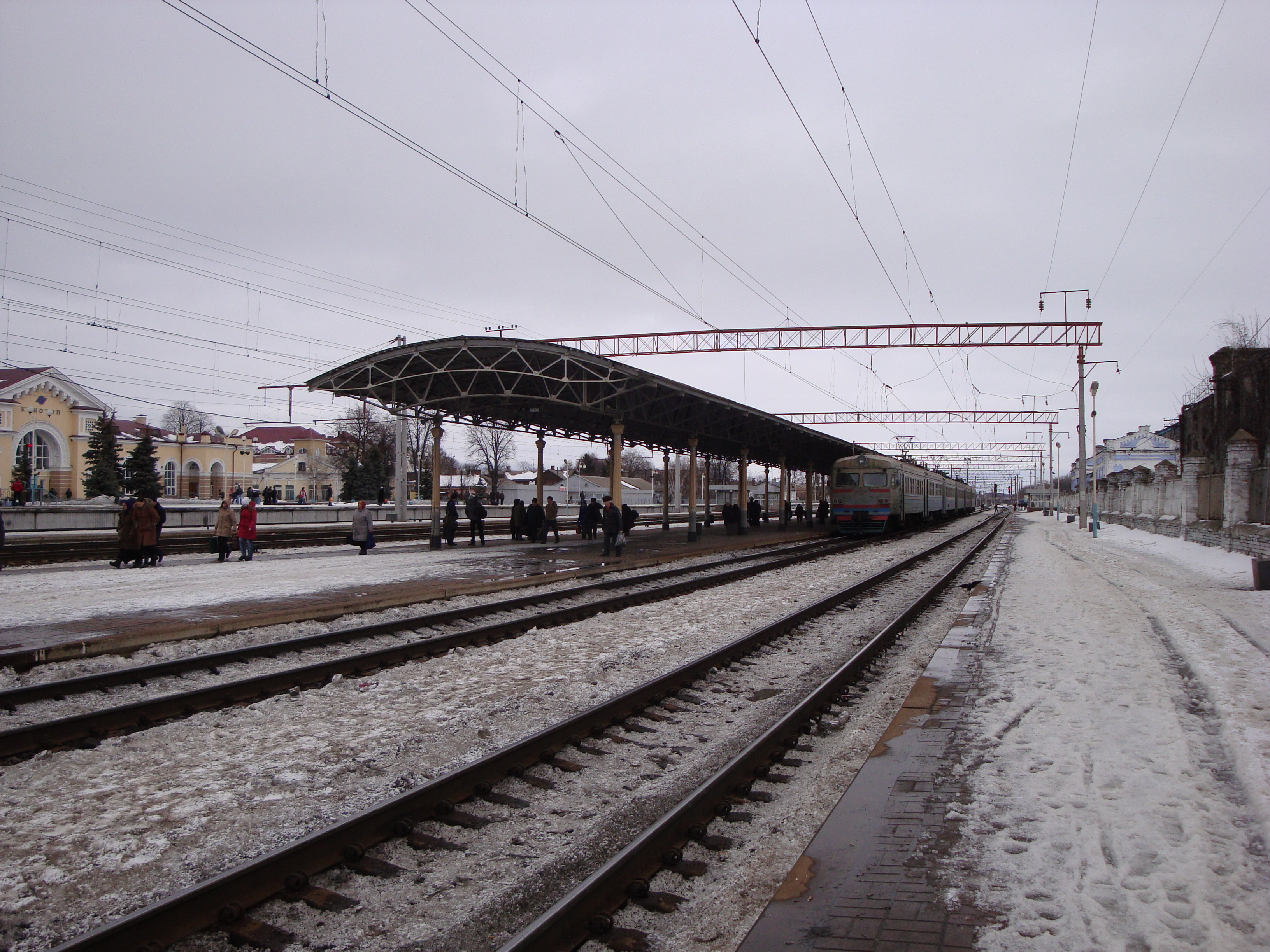
Станція Конотоп
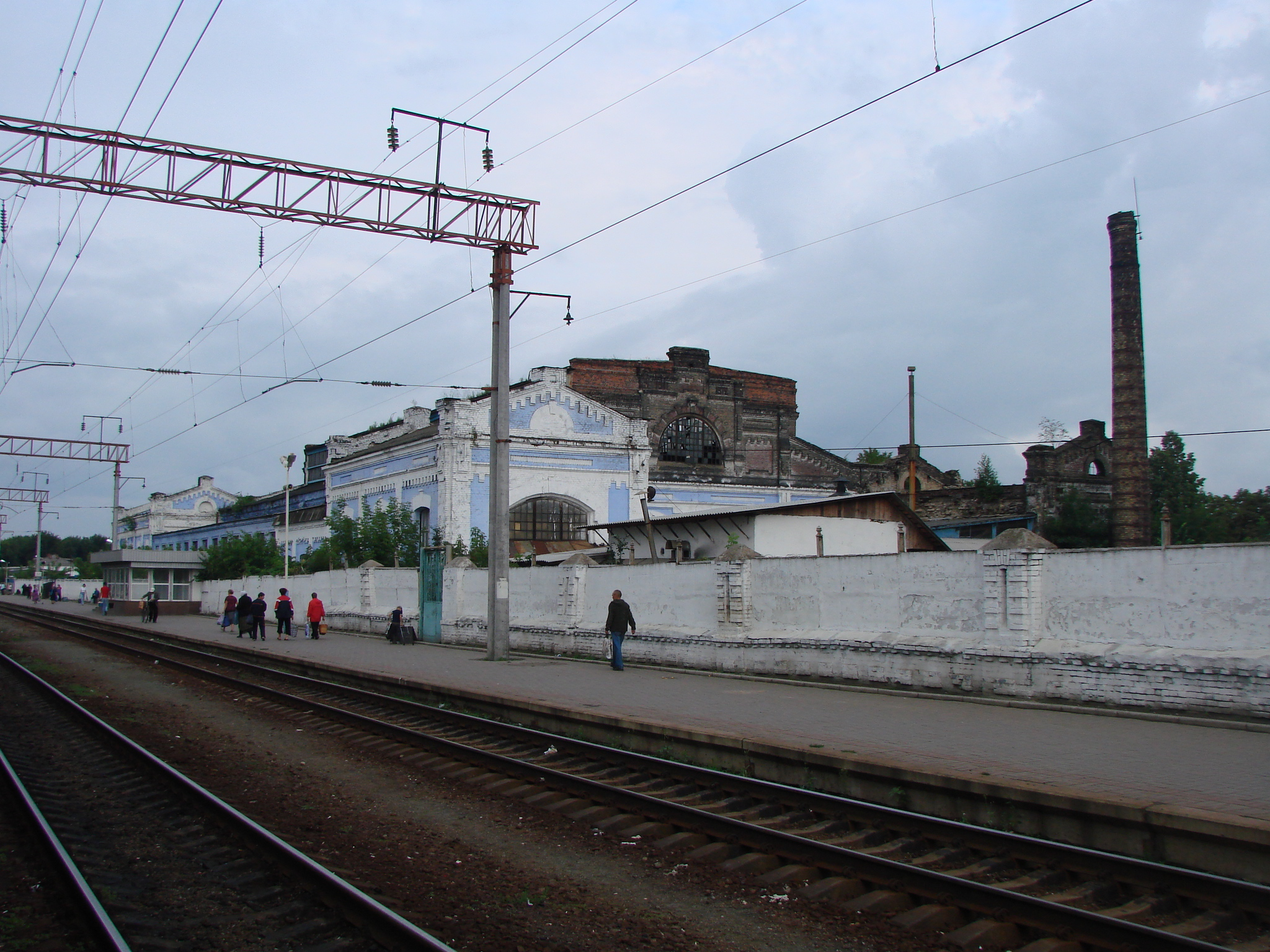
Головні залізничні майстерні
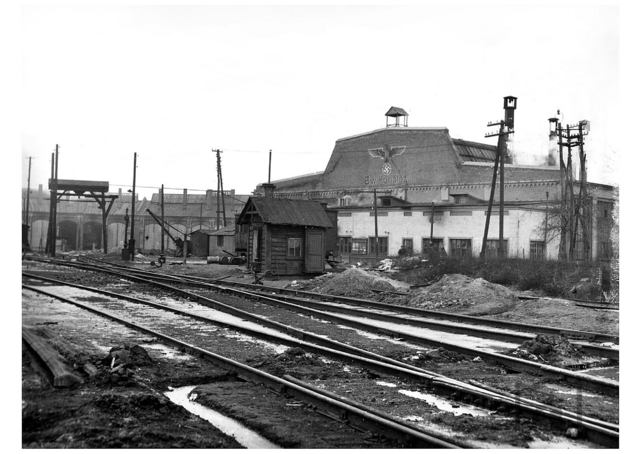
Локомотивне депо на початку ХХ століття
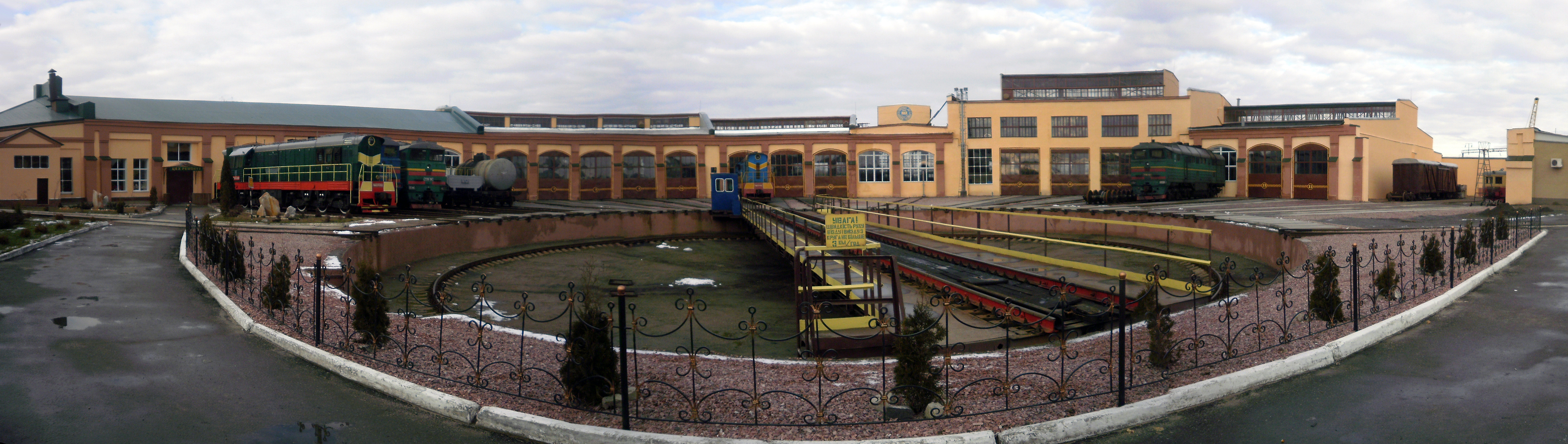
Поворотне коло